# Guldpantern
Guldpantern är en svensk utmärkelse som sedan år 2000 delas ut i januari varje år av Skånska Dagbladet tillsammans med tidningen Norra Skåne.

## Historik
Guldpantern instiftades på initiativ av Skånska Dagbladets sportredaktör Artur G Bildning och har fått sitt namn efter tidningens symbol, den heraldiska "skåneländska pantern" från den vikingatida Skårbystenen, och delas sedan år 2000 ut till förtjänta personligheter inom idrott med anknytning till Skåne och dess idrottsföreningar. Fram till 2011 delades ett dampris, ett herrpris och ett tränarpris ut, men från 2011 endast ett gemensamt och dessutom kompletterat med ett pris inom kategorin kultur/nöje och vissa år även ett inom näringsliv/marknadsföring. Priserna utdelades tidigare i samband med Skånes idrottsförbunds årliga prisgala, men sedan omändringen vid en egen Guldpanterngala i januari (för föregående verksamhetsår). Förutom att pristagarna ska ha utfört någon prisvärd prestation inom sitt område ska deras insatser också ha ett publikt underhållningsvärde. Varje år utser en jury 10 kandidater inom respektive område, varefter tidningens läsare inbjuds att välja tre slutkandidater, ur vilka vinnaren slutligen väljs av juryn. 
Priset består numera av en statyett av konstnären Nina Martinez samt presentkort om några tusen kronor.

## Pristagare

### Damidrott
- 2000 – Pia Hansen, skytte, Hässleholmsortens JFK
- 2001 – Caroline Jönsson, fotboll, Malmö FF
- 2002 – Piia Pantsu, ridsport, Stävie ryttarförening
- 2003 – Caroline Jönsson, fotboll, Malmö FF
- 2004 – Anna Laurell, boxning, Lunds BS
- 2005 – Therese Lundin, fotboll, Malmö FF
- 2006 – Sabina Jacobsen, handboll, Lugi HF
- 2007 – Therese Sjögran, fotboll, LdB FC Malmö
- 2008 – Lisa Nordén, triathlon, Kristianstads Triathlon Klubb
- 2009 – Helén Johnsson, bowling, Spader Dam
- 2010 – Maria Lindberg, boxning, Winning Boxing Club

### Herridrott
- 2000 – Alvaro Santos, fotboll, Helsingborgs IF
- 2001 – Zlatan Ibrahimović, fotboll, Malmö FF
- 2002 – Peter Ijeh, fotboll, Malmö FF
- 2003 – Jan Brink, ridsport, Helsingborgs fältrittklubb
- 2004 – Peder Fredricson, ridsport, Bollerups Rid- och Körklubb
- 2005 – Erik Adielsson, trav, Jägersro
- 2006 – Linus Thörnblad, friidrott, Malmö AI
- 2007 – John Wissman, friidrott, IFK Helsingborg
- 2008 – Rolf-Göran Bengtsson, ridsport, Flyinge ryttarförening
- 2009 – Guillermo Molins, fotboll, Malmö FF
- 2010 – Wilton Figueiredo, fotboll, Malmö FF

### Idrottstränare
- 2000 – Sean Mackin, basket, Eos Lund IK/Malbas
- 2001 – Patrik Johansson, fotboll, IFK Malmö
- 2002 – Ola Månsson, handboll, Team Eslövs IK
- 2003 – Ulf Larsson / Anders Grimberg, fotboll, Trelleborgs FF
- 2004 – Tom Prahl, fotboll, Malmö FF
- 2005 – Lars Friis-Hansen, handboll, Lugi HF
- 2006 – Johan Zanotti, handboll, IFK Trelleborg
- 2007 – Niklas Harris, handboll, Lugi HF
- 2008 – Peter Johansson, ishockey, Rögle BK
- 2009 – Kenneth Andersson, handboll, IFK Kristianstad
- 2010 – Roland Nilsson, fotboll, Malmö FF

### Idrottsprofil
- 2011 – Joakim Lövgren, trav, Jägersro + "Läsarnas pris" (special) – Rolf-Göran Bengtsson, Flyinge ryttarförening
- 2012 – Lisa Nordén, triathlon, Kristianstads Triathlon Klubb
- 2013 – Henrik Stenson, golf, Barsebäck GCC
- 2014 – Markus Rosenberg, fotboll, Malmö FF

### Kultur/Nöje
- 2011 – Nina Pressing, musikalartist
- 2012 – Nene Ormes, fantasyförfattare
- 2013 – Karin Karlsson, tidigare chef för Malmöfestivalen och Eurovision Song Contest 2012 i Malmö
- 2014 – Sanna Nielsen, sångerska

### Näringsliv/Marknadsföring
- 2011 – Eslövs kommun, för kommunens jubileumsarrangemang
- 2012 – O. O. Byggnadsmaterial i Stehag
- 2013 – CN Flügger färg i Ystad